# John Abraham (Footballspieler)
John Antonio Abraham (* 6. Mai 1978 in Timmonsville, South Carolina) ist ein ehemaliger US-amerikanischer American-Football-Spieler auf der Position des Outside Linebackers. In seiner Karriere spielte er für die New York Jets, Atlanta Falcons und Arizona Cardinals in der National Football League (NFL).

## Frühe Jahre
Abraham besuchte die High School in Lamar, South Carolina und wechselte dann zur University of South Carolina. Hier erzielte er für das Collegefootballteam in vier Jahren 23,5 Sacks.

## NFL

### New York Jets
Abraham wurde im NFL-Draft 2000 von den New York Jets in der ersten Runde an 13. Stelle ausgewählt. In seiner ersten Saison erzielte er 12 Tackles und 4,5 Sacks in nur sechs Spielen, bevor er sich eine Verletzung zuzog. Eine Saison später erzielte er 58 Tackles und 13 Sacks und wurde zum ersten Mal in den Pro Bowl gewählt. Auch in der Saison 2002 schaffte er es in den Pro Bowl gewählt zu werden. 2003 erlitt er nach sieben Spieltagen erneut eine Verletzung. 2004 wurde er zum dritten Mal in den Pro Bowl gewählt. Insgesamt erzielte er in sechs Saisons 53,5 Sacks für die Jets.

### Atlanta Falcons
Zur Saison 2006 wurde Abraham zu den Atlanta Falcons, für einen Erstrundenpick im NFL-Draft 2006, getradet. In der Saison 2008 stellte er eine persönliche Bestleistung mit 16,5 Sacks auf. Am 12. Dezember 2010 überschritt er im Spiel gegen die Carolina Panthers die 100-Marke in Sacks. Er ist damit der 25. Spieler gewesen, der diese Marke erreichte. In dieser Saison wurde er außerdem zum vierten Mal in den Pro Bowl gewählt. Am 21. Juni 2012 unterschrieb er einen Dreijahresvertrag bei den Falcons. Am 1. März 2013 wurde er entlassen.

### Arizona Cardinals
Am 25. Juli 2013 unterschrieb er bei den Arizona Cardinals. In seiner ersten Saison für die Cardinals erzielte er 11,5 Sacks und er wurde erneut in den Pro Bowl gewählt. In seiner zweiten Saison absolvierte er, auf Grund einer Verletzung, nur ein Spiel für Cardinals. Nach der Saison beendete er seine Karriere. 

### Zusammenfassung seiner NFL-Karriere
Abraham bestritt in 15 Saisons insgesamt 192 Spiele. Er erzielte 545 Tackles und 133,5 Sacks. Er ist damit auf Platz 12 der Spieler in der NFL mit den meisten Sacks. Er hält bei den New York Jets den Franchise-Rekord für die meisten Sacks in einem Spiel (4) zusammen mit Joe Klecko und Mark Gastineau. Außerdem hält er bei den Atlanta Falcons die Franchise-Rekorde für die meisten Sacks überhaupt (68,5) und für die meisten erzwungenen Fumbles (24).